# Igreja Católica no Peru
A Igreja Católica no Peru é parte da Igreja Católica universal, em comunhão com a liderança espiritual do Papa, em Roma, e da Santa Sé. Na questão da liberdade religiosa, o país tem boa avaliação da Fundação ACN, porém com as ressalvas da crise política que o país vem enfrentando. Apesar de não ser a religião estatal, a constituição peruana "reconhece a Igreja Católica como um elemento importante na formação histórica, cultural e moral do Peru, e disponibiliza a sua colaboração à Igreja". Uma concordata entre o Peru e a Santa Sé concede total independência, autonomia e reconhecimento legal à Igreja peruana, e prevê subsídios do governo, além da disponibilização de isenções fiscais. Ainda assim, o Estado respeita outras religiões e também pode estabelecer formas de colaboração com elas.

## História

### Colonização

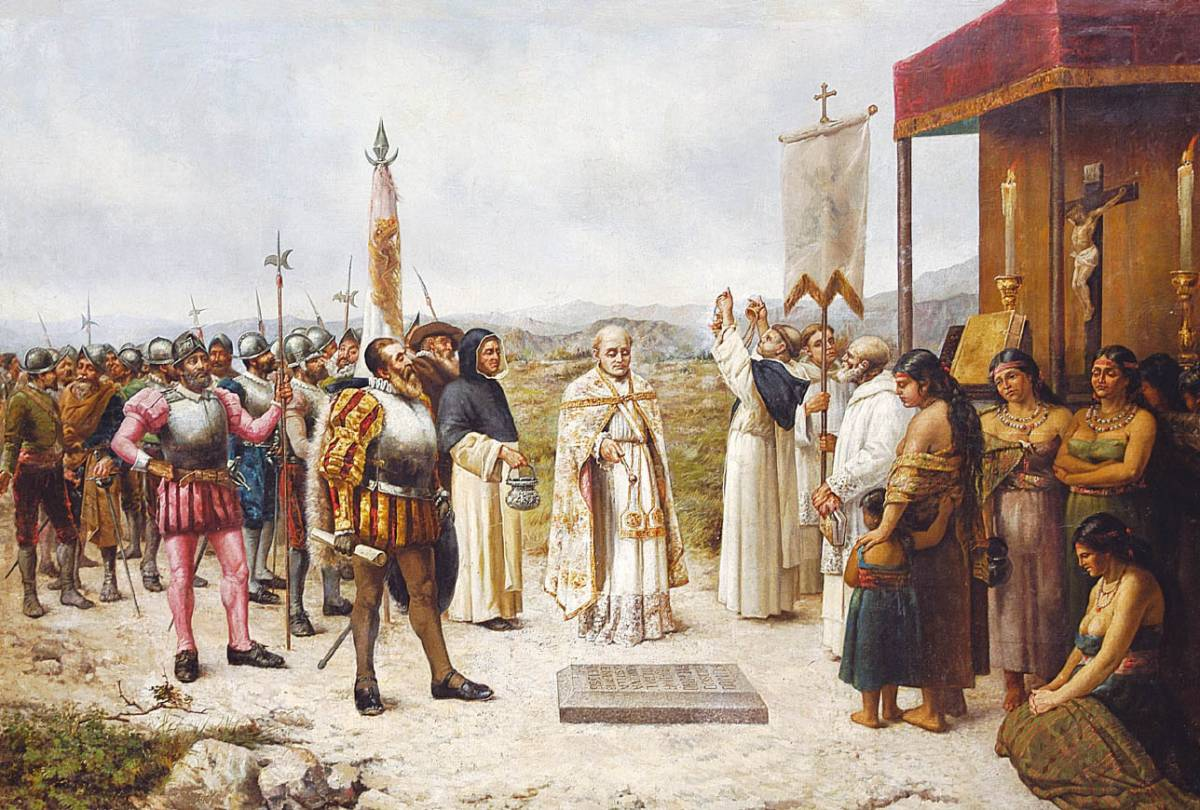
Fundação de Lima por Francisco Pizarro.

Em 1532, o conquistador espanhol do atual território peruano, Francisco Pizarro, que liderava um grupo de cerca de 200 pessoas, derrotou o imperador inca Atahualpa. Dez anos depois, o Vice-Reino do Peru é criado e governado a partir da recém-fundada Lima. O catolicismo foi introduzido pelo clero regular no mesmo ritmo da conquista e, em 1550, as ordens dos dominicanos, franciscanos, mercedários, agostinianos e jesuítas operavam a todo vapor no Peru. Os incas continuaram a repudiar a ação de conquista espanhola, e organizaram rebeliões em grande escala até 1814, todas sem sucesso. Embora a Igreja tenha sido ajudada pela Espanha em seu trabalho de evangelização, existiam vários obstáculos em uma vasta área que até então abrigava três milhões de habitantes. Alterar os costumes e rituais tribais da religião inca, era relativamente fácil de se realizar nas crianças, porém extremamente difícil para os adultos, nos quais tais costumes estavam profundamente enraizados. O grande número de línguas ameríndias desconhecidas dificultava a comunicação da doutrina católica, pois a assimilação de uma dessas línguas não facilitava o aprendizado das outras. Por fim, a região sofria de escassez de padres, o que obrigou os missionários a obter a ajuda de nativos de língua espanhola, chamados alguaciles ou fiscais da doutrina. Esses indivíduos ajudavam os padres, conduzindo as repetições do catecismo e cuidando da gestão de suas paróquias. A partir de 1570, começou-se a se formar assentamentos de convertidos nativos, de onde operavam os doutrineiros ou padres rurais, que criavam centros missionários e os visitavam de acordo com a necessidade.
Após evangelizados, os convertidos recebiam a proteção da ordem e a garantia de instrução, especialmente dos dominicanos e jesuítas. Apenas os dominicanos abriram 60 escolas em 1548. A Universidade de São Marcos, em Lima, foi criada em 1551. Os jesutas dirigiram os colégios de San Martín em Lima, São Bernardo em Cusco, a Universidade de Santo Inácio de Loyola em Cuzco, escolas para filhos de caciques das regiões de Lima e Cuzco e escolas em Juli. Além disso, as ordens dividiram entre si o território peruano para facilitar a evangelização. No final dos anos 1500, os dominicanos haviam fundado 22 conventos; os mercedários, 13 conventos, os franciscanos, 22; os agostinianos, 13; e os jesuítas, além de já terem se instalado em Lima, Arequipa e Cusco, se encarregaram de Huarochirí e Juli. Ainda com tantos desafios à evangelização, jesuítas e franciscanos continuaram a destacar-se nas regiões do Rio Maranhão, Ucaiáli e em regiões que hoje pertencem à Bolívia. Os jesuítas fundaram missões prósperas nas áreas dos rios Morona, Santiago e Chinchipe; infelizmente, essas missões se desintegraram quando os jesuítas foram expulsos da América do Sul depois de 1767. Os franciscanos projetaram seu trabalho sobre o Distrito de Irazola. No início do século XIX eles se estabeleceram nas remotas cabeceiras dos rios Javari, Juruá e Purus. No século XVII, novas ordens masculinas e femininas entraram no Peru, entre elas os beneditinos, os hospitalários, os padres mínimos, os betlemitas e os oratorianos. No século seguinte chegaram também os camilianos. Especialmente as hospitaleiras e betlemitas tiveram rápido crescimento e assumiram o controle de diversos hospitais em Lima, Cusco, Ayacucho, Huancavelica, Cajamarca, Trujillo, Chachapoyas e Piúra.

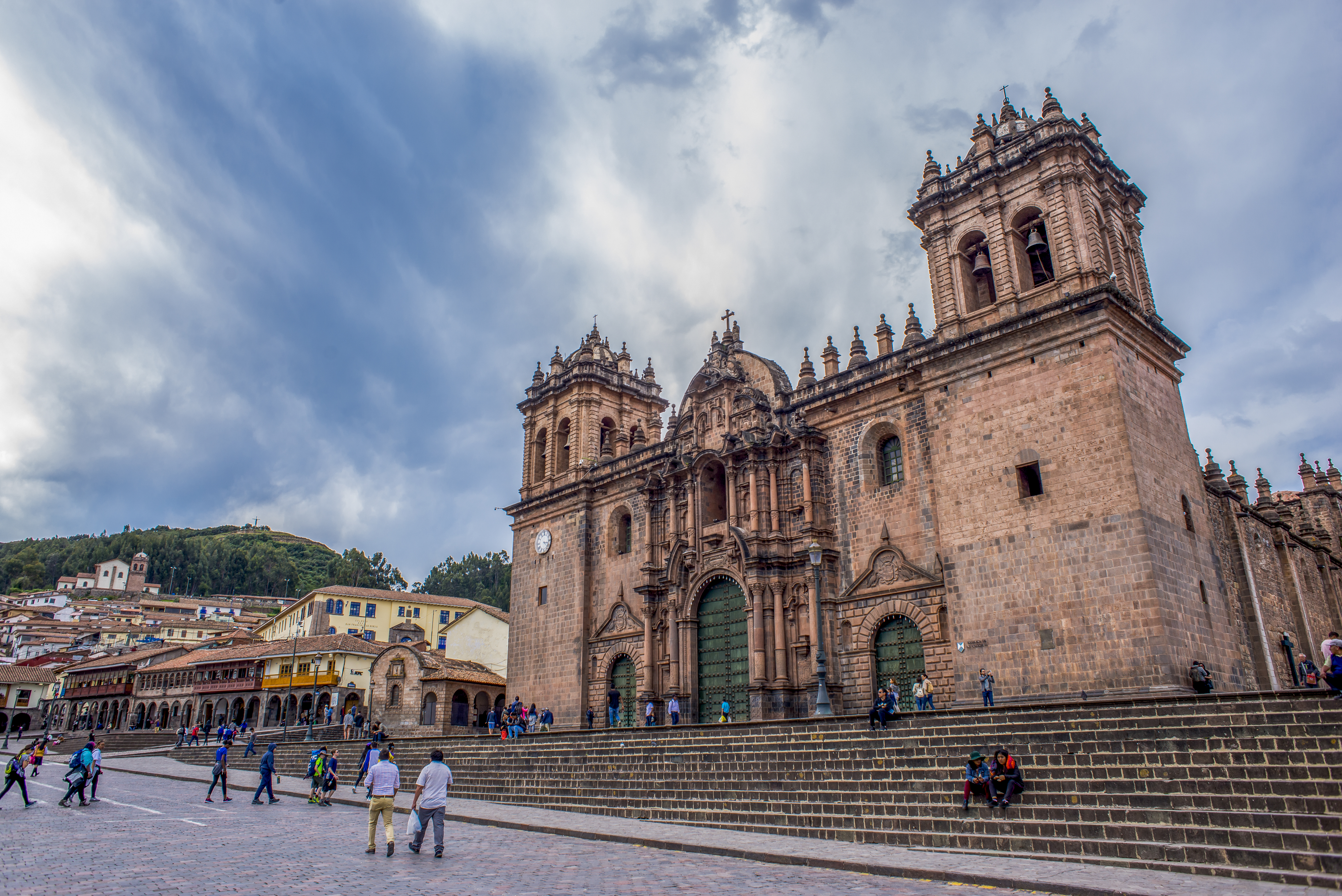
Catedral de Cusco, sede da atual arquidiocese, a primeira circunscrição católica a ser criada no Peru.

Inicialmente, a Igreja peruana foi submetida à Arquidiocese de Sevilha, mas em 1529 a primeira sé foi erigida. Em 1537 foi a vez da Diocese de Cusco ser criada, tendo como primeiro bispo o dominicano Vicente de Valverde. A Diocese de Lima surgiu em 1541 e foi elevada a arquidiocese pelo Papa Paulo III apenas cinco anos depois. Em 1559, o arcebispo de Lima, Jerónimo de Loayza, fundou alguns hospitais para os ameríndios, outro para negros, um para os padres e um para órfãos. Além disso, a Igreja Católica fundou escolas para crianças de todas as raças. O Terceiro Concílio de Lima, realizado entre 1582 e 1583, teve como uma de suas principais discussões a conversão dos nativos, tornando obrigatório o conhecimento de suas línguas, tolerando-se até mesmo intérpretes para as confissões. Além disso, o concílio adotou um único catecismo e confessionário nas línguas quíchua e aimará. Era comum que os crioulos brancos nascidos no Peru fossem ordenados sacerdotes, o que fez com que logo os clérigos nativos superassem os nascidos na Europa. A partir de 1588, os mestiços ameríndios também passaram a ser ordenados; essa demora na permissão de ordenar os índios convertidos se justifica que, por serem novos na fé e terem pouca ou nenhuma familiaridade com a cultura ocidental, é compreensível que os primeiros concílios tenham-nos impedido de entrarem para os seminários imediatamente. No entanto, à medida que os índios convertidos se adaptavam aos costumes cristãos e adquiriam as habilidades necessárias, não havia razão para mantê-los longe do altar. Entre os primeiros ameríndios admitidos nas ordens estavam Francisco de San Antonio, que entrou para a ordem dominicana. Até mesmo o Rei Carlos III emitiu um decreto em 1769 encorajando os prelados a admitir ameríndios ou mestiços nos seminários para que seus compatriotas se fortalecessem na fé. Contudo, poucos fizeram uso deste privilégio, e as vocações nativas apareceram gradualmente, voltando a aumentar nos tempos modernos. No final do século XVII foi aberta uma casa religiosa para as mulheres indígenas: o Beatério de Copacabana em Lima, sob a direção da Ordem da Conceição da Bem-Aventurada Virgem Maria.
Erigida em 1802, a Diocese de Maynas abrangia toda a região amazônica e as missões tribais, nas quais havia grande quantidade de recém-convertidos

### Independência

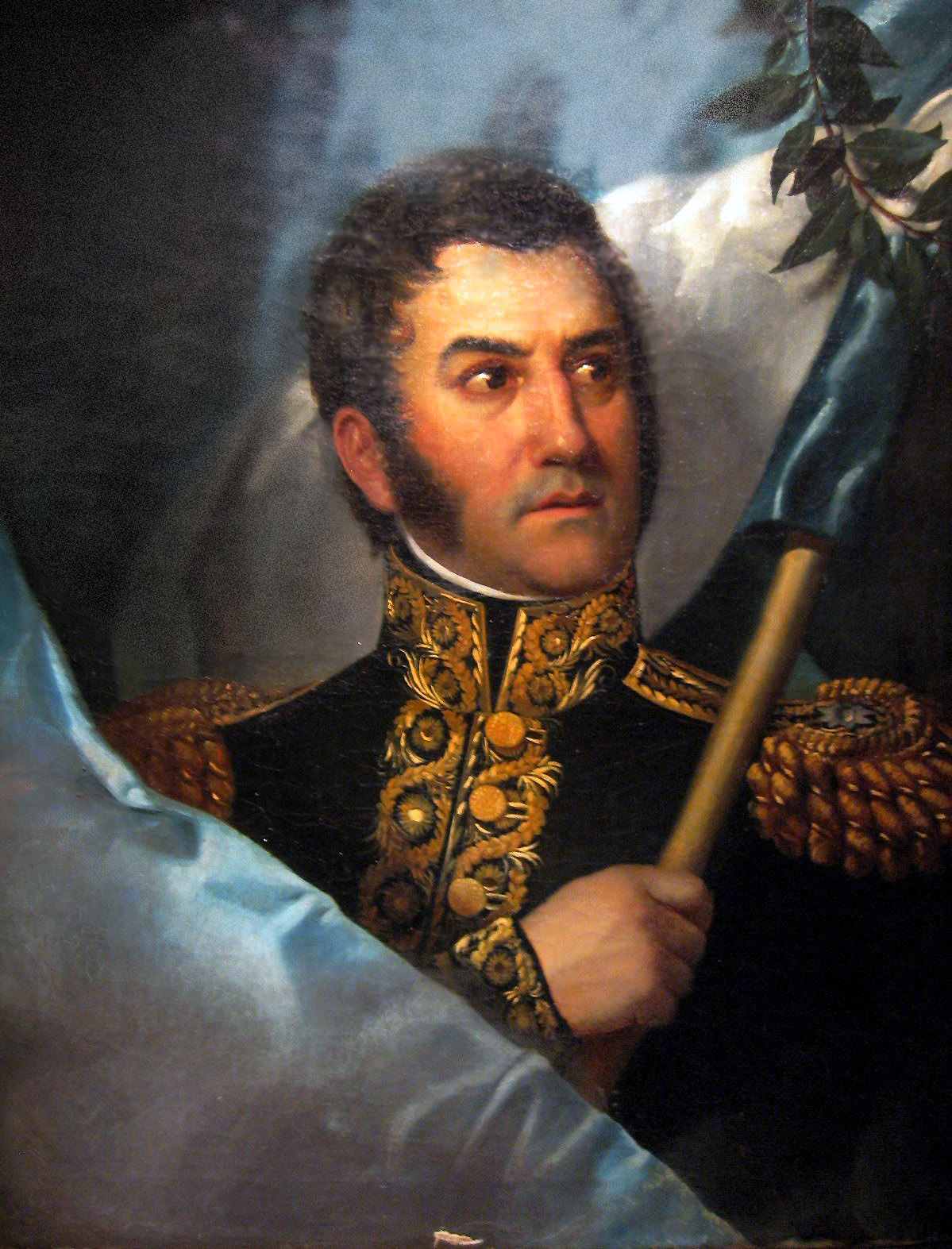
José de San Martín, responsável pela declaração de independência do Peru.

Seguindo a tendência de outros países sul-americanos, o clero crioulo peruano tinha simpatia com a causa da independência, e rivalizando-os com as autoridades espanholas, tanto civis como eclesiásticas, e que tentavam em vão combater. Monarquistas tentavam conquistar os líderes da Igreja, percebendo o poder e a influência que ela tinha na sociedade, e que, de certa forma, ela era obrigada a manter sua fidelidade ao rei, devido à política do padroado. A independência se deu em 1821, proclamada por José de San Martín, após ter invadido a cidade de Lima. Sob a ditadura de Simón Bolívar, o Peru entrou brevemente na aliança da Grã-Colômbia, porém esta foi dissolvida em 1830. A guerra civil levou Ramón Castilla à presidência, que acabou com a escravidão no Peru e nacionalizou a educação. A independência também causou uma crise temporária de liderança da Igreja peruana, pois os bispos nascidos na Espanha deixaram o país, já que haviam feito um juramento de lealdade à coroa espanhola. Entre 1821 e 1835 não houve arcebispo residente em Lima. A crise foi sendo resolvida de maneira gradual, à medida que o Congresso nomeou bispos reconhecidos por Roma. Um grande número de padres altamente qualificados e de espectro político progressista ajudaram a Igreja a sobreviver ao período imediato pós-independência e a estabelecer as relações entre Igreja e Estado. Um total de 33 padres serviram como membros do primeiro Congresso que fez do catolicismo a religião oficial do Estado.
O patrimônio da Igreja permitiu sua existência de forma tranquila até o início do século XIX, e ia aumentando lentamente porque os monarcas cumpriram seu dever de colocar à disposição da Igreja os dízimos-rendas concedidos pela Santa Sé, além de contribuições voluntárias de fiéis. Na década de 1830, com a guerra civil, causou o empobrecimento da Igreja, por quantias exigidas alternadamente pelas facções políticas, uma vez que muitas propriedades e tesouros foram consumidos na luta. Tesouros e posses da Igreja foram confiscados. A situação piorava à medida que a economia afundava no final do século, e foram aprovadas leis que levaram à supressão de conventos, expropriação de suas propriedades, supressão de dízimos, administração das propriedades das irmandades, superiores não podiam realizar visitas canônicas às suas ordens, os religiosos foram divididos entre partidos políticos e muitos deixaram os claustros para se secularizarem. Por decreto de 1826, muitos conventos foram fechados e as cidades foram proibidas de ter mais de uma casa da mesma ordem. O governo, sem consultar a Santa Sé ou os ordinários, assumiu os locais de sede vacante e administrou mal as propriedades rurais, exceto em poucos casos que estas foram convertidas em instituições de ensino. Na ausência de um instrumento adequado, como uma concordata, uma bula assinada por Pio IX em 1874, estabelecendo alguns limites na ação do Estado, de forma temporária.

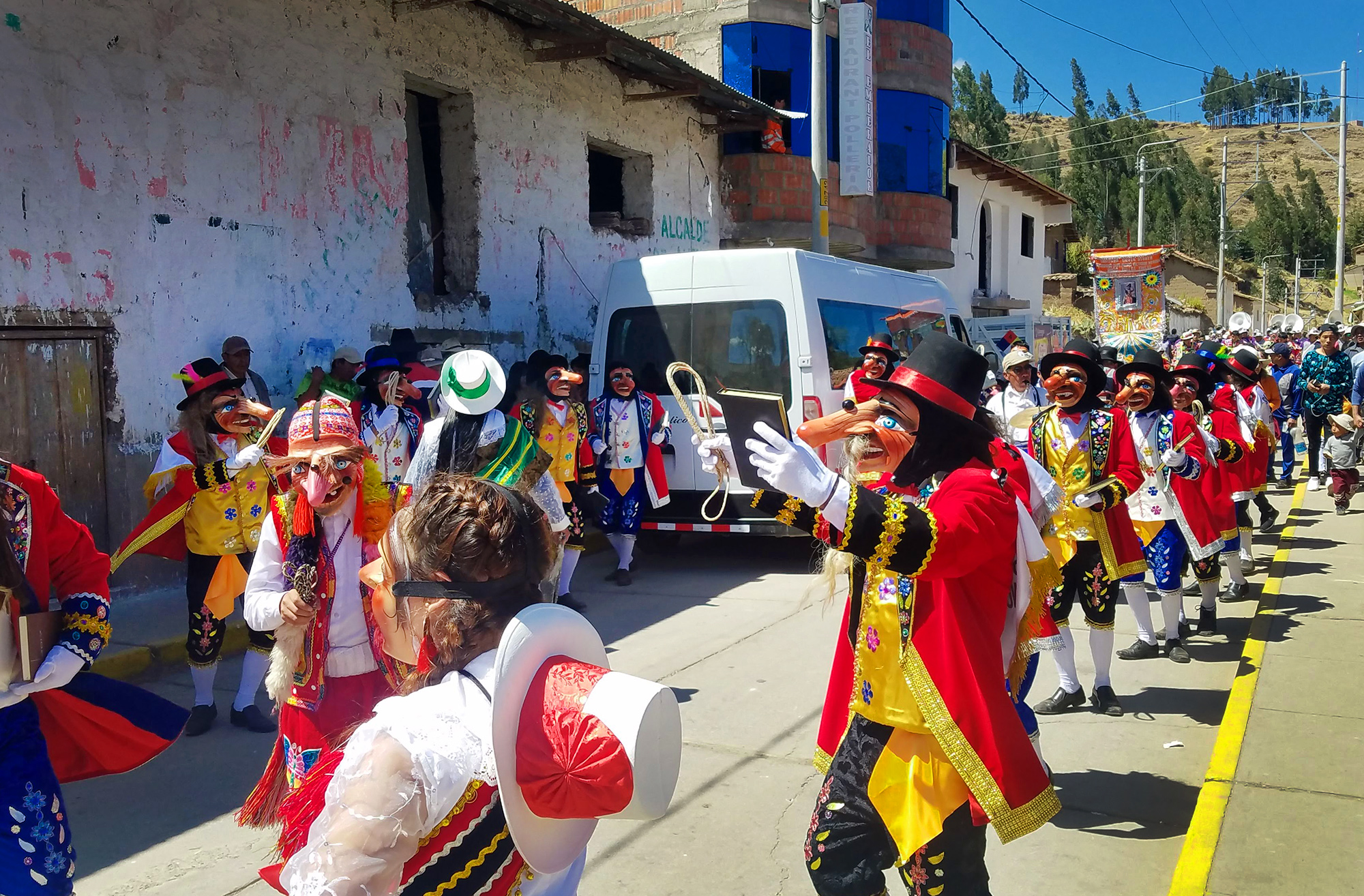
Indígenas quíchuas no Festival da Assunção de Nossa Senhora no Distrito de Chinchaypujio.

Com a chegada do século XIX, a Igreja peruana passou a observar uma redução progressiva nas vocações sacerdotais. Embora os padres ainda fossem suficientes para servir as paróquias em 1850, a escassez de seminaristas já era evidente e as vagas eram difíceis de ser preenchidas. As causas eram variadas: a pobreza da Igreja obrigou os bispos a recusar candidatos que solicitavam bolsas; os conflitos civis, que atraíram muitos jovens para servir às forças armadas; o declínio da religiosidade cristã nas famílias; a abertura de institutos técnicos, escolas e escolas de arte e comércio, que atraíam os jovens para novas carreiras profissionais; e a legislação que aumentou a idade exigida para a profissão e que colocou outros impedimentos à entrada nos claustros. Mesm com a diminuição no número de vocações, havia crescentes comunidades de religiosos que dedicavam-se à caridade, ao ensino e ao bem-estar geral da população do Peru. As Irmãs do Sagrado Coração de Picpus dedicavam-se ao ensino, enquanto as Filhas da Caridade de São Vicente de Paulo assumiram o controle dos hospitais públicos de Lima e de outras cidades. Os redentoristas dedicavam-se ao estudo do quíchua; os jesuítas puderam voltar após sua supressão em toda a América Latina; e os salesianos também se espalharam pelo país, encarregando-se da educação de crianças necessitadas.

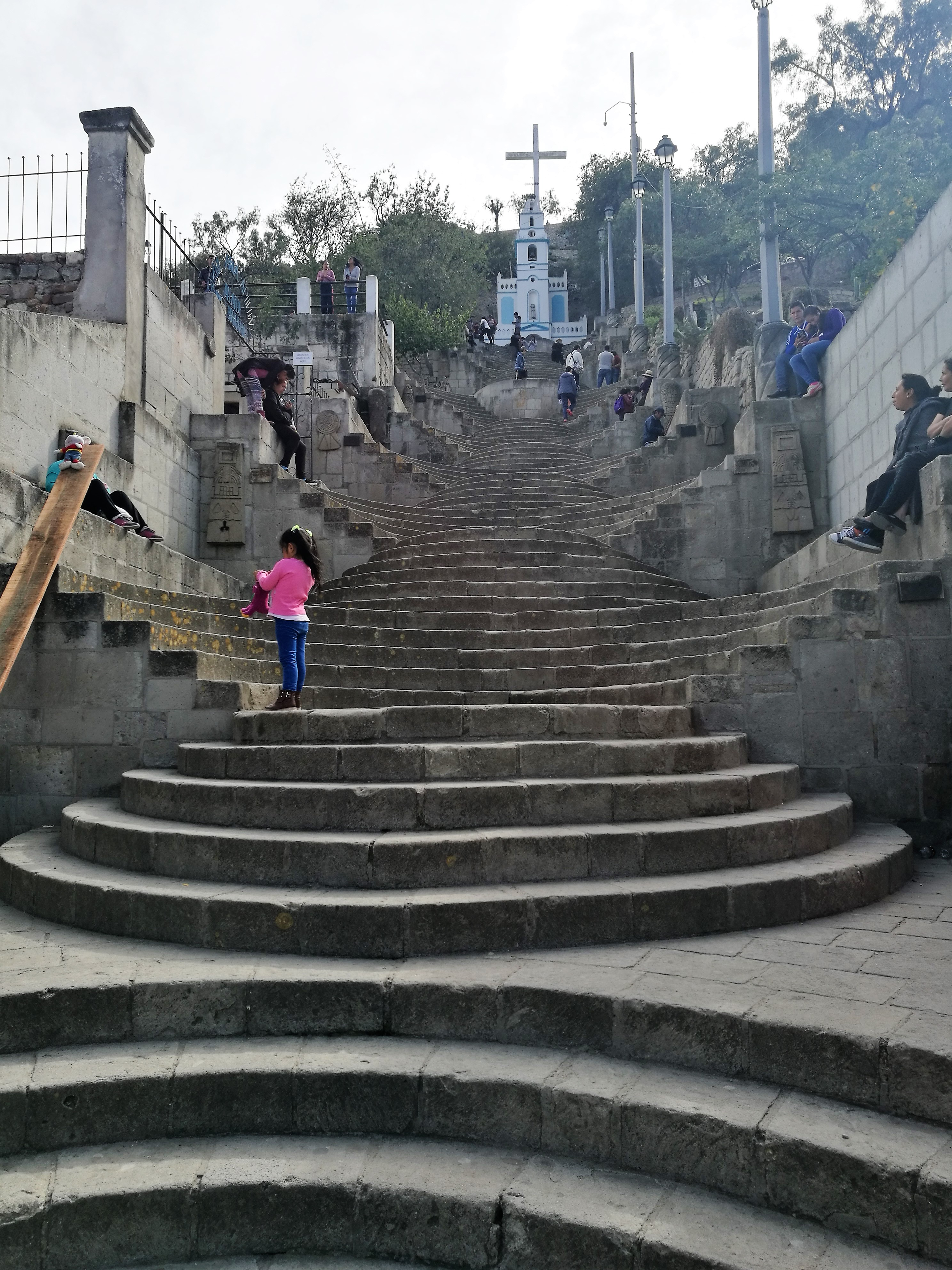
Escadarias que levam ao alto do Cerro de Santa Apolônia, onde está localizada a capela Nossa Senhora de Fátima.

A influência da Igreja Católica no desenvolvimento da cultura peruana foi muito significativa durante todo período colonial e republicano. Escritores notáveis, incluindo o dominicano Diego de Hojeda, autor do famoso poema épico religioso La cristiada. Outros poetas religiosos célebres são o agostiniano Fernando Valverde, o jesuíta Juan de Alloza e o dominicano Adriano de Alessio. Muitos católicos também contribuíram para o estudo das línguas nativas: Domingo de Santo Tomás, Luis Jerónimo de Oré, Diego González Holguín e Diego de Torres Rubio, que documentaram o quíchua, enquanto Juan Ludovico Bertônio Gaspari estudou o aimará. Teólogos importantes incluem o jesuíta Diego de Avendaño, com sua obra de seis volumes Thesaurus indicus e o agostiniano Gaspar de Villarroel. A imprensa católica, embora limitada, também tinha uma tradição considerável, começando com o periódico El Bien Público, publicado em 1865.
Ao longo da década de 1850, as relações entre o governo e a Igreja começaram a ruir à medida que membros da elite peruana iam absorvendo ideologias anticlericais do iluminismo, acusando a Igreja de medievalismo e questionando a lealdade dos bispos a Roma. Embora representasse uma pequena percentagem da população, esta era a elite que controlava a política nacional, forçando muitas vezes a Igreja a uma posição defensiva. À medida que a secularização do governo avançava, o fervor religioso no Peru diminuiu. Muitos padres abandonaram as doutrinas católicas, sendo alguns voluntariamente, por já estarem tomados por suas ideologias políticas, e outros, à força, por apoiarem partidos de oposição. Dioceses permaneceram em sede vacante por meses ou anos, muitas vezes por pressão do governo. Alguns governos liberais tentaram evitar ferir o sentimento religioso do povo, e se mostraram respeitosos, porém sem deixar de implementar suas agendas cada vez mais seculares. Foi permitida a divulgação de escritos contrários à fé católica, e sendo os principais escritores dessa corrente Manuel Lorenzo Vidaurre, Benito Laso, Francisco Javier Mariátegui. Ainda assim, a constituição de 1860 não permitia qualquer manifestação pública de culto religioso que não fosse o católico.
Ao do século XIX, a chegada de missionários europeus e norte-americanos provocou um renascimento na Igreja Católica peruana. Escolas e hospitais foram abertos e paróquias rurais que haviam sido abandonadas devido à escassez de padres voltaram a operar. Várias universidades foram fundadas, entre elas a Pontifícia Universidade Católica do Peru em 1917; a Universidade de San Martín de Porres, operada pelos dominicanos; a Universidade Católica de Santa Maria, em Arequipa, sob os marianistas; e a Universidade do Pacífico, sob os jesuítas. Um segundo afluxo de missionários após a Segunda Guerra Mundial, muitos deles provenientes de países de língua inglesa, também ajudou a Igreja a restabelecer a sua presença na sociedade peruana. Na década de 1950, uma nova geração de jovens católicos peruanos comprometidos trouxe um avivamento. Membros da União Nacional dos Estudantes Católicos, uma ramificação da Ação Católica, estes estudantes passaram a assumir posições de destaque tanto na sociedade secular como na Igreja nas décadas de 1960 e 1970.

### Concílio Vaticano II

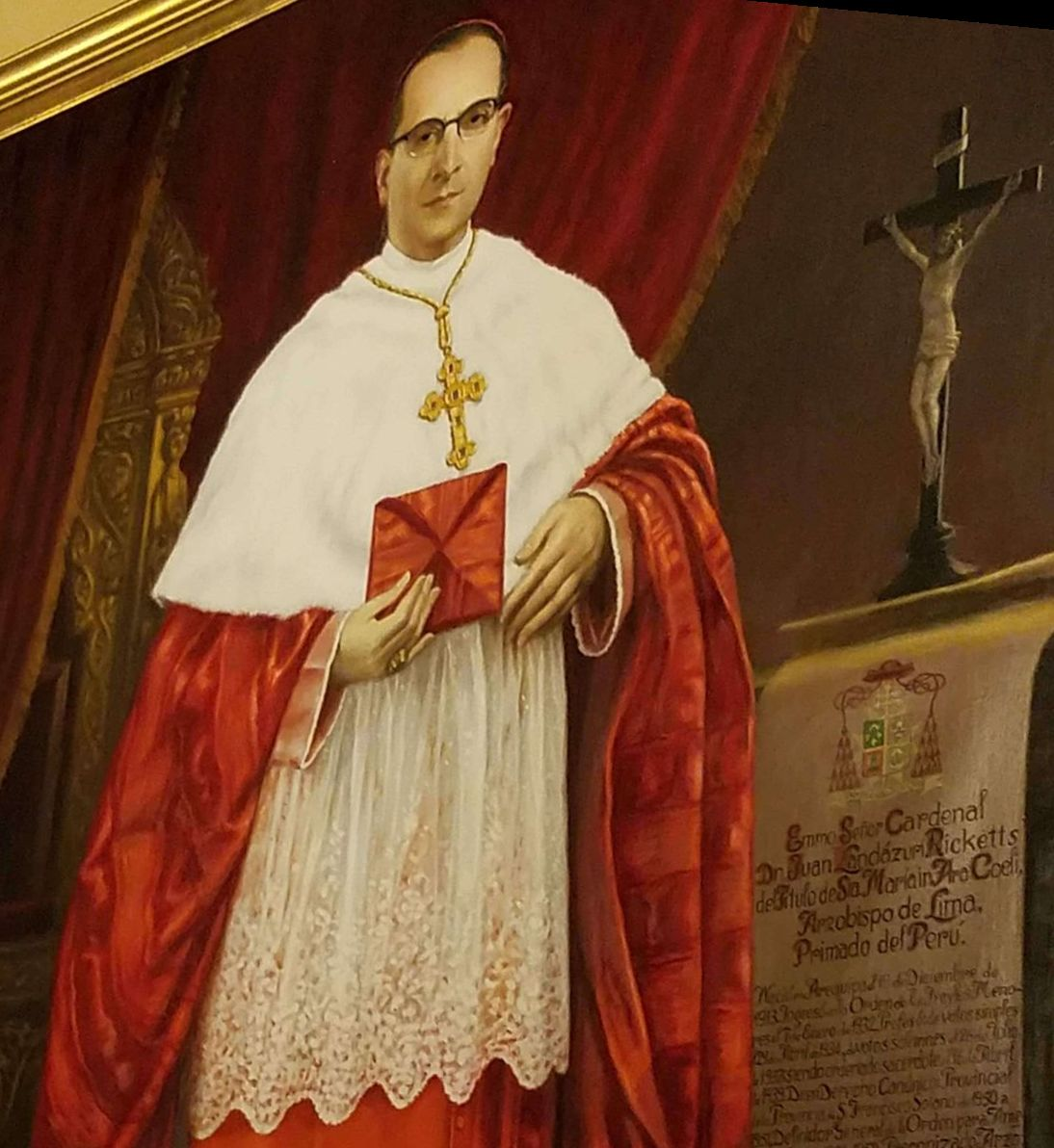
Juan Landázuri Ricketts, então arcebispo de Lima na época do Concílio Vaticano II.

Durante o Concílio Vaticano II, iniciado em 1962, mais de 30 bispos peruanos estavam presentes. A maioria deles regressou ao Peru comprometida com uma nova visão da Igreja, especialmente Juan Landázuri Ricketts, então primaz do país, que estabeleceu novas paróquias em áreas urbanas pobres e convidou missionários estrangeiros para trabalhar entre os pobres. Além de fornecer pessoal às paróquias, estes novos sacerdotes também abriram cooperativas, escolas e dispensários para aliviar a pobreza dos novos habitantes de Lima, a maioria dos quais vindos da serra peruana. Esses feitos se repetiram em outras áreas urbanas, e por causa deste novo contato entre a Igreja institucional e os pobres, começaram a surgir líderes leigos que teriam um impacto profundo na direção da Igreja peruana nos anos subsequentes. Grandes paróquias deram origem a pequenas comunidades cristãs nas quais católicos comprometidos aprofundaram a sua fé através da oração, do estudo e da ação social. A energia e o otimismo da década de 1960 refletiram-se na Conferência Episcopal Peruana, que defendeu publicamente a justiça socioeconômica e política para todos os cidadãos do país, temas inéditos para uma Igreja antes conhecida pelo seu conservadorismo teológico e político. A grande diversidade cultural e linguística do Peru foi um dos obstáculos para a implantação das mudanças litúrgicas do Concílio. Nas regiões montanhosas dos Andes, havia poucos padres com boa assimilação da cultura e das línguas indígenas. Além disso, existia uma tensão histórica entre a Igreja institucional, que na mente de muitos simbolizava a cultura europeia, e a sociedade indígena com as suas muitas línguas, visão cósmica e tradição ritual próprias.

### Revolução Nacionalista e a Teologia da Libertação
Em agosto de 1968 ocorreu a Segunda Conferência Geral do Episcopado Latino-Americano, em Medellín, na Colômbia, que almejava alcançar a aplicação dos ensinamentos do Vaticano II à realidade da América Latina. Os bispos latino-americanos condenaram as crescentes desigualdades sociais entre ricos e pobres como contrário ao Evangelho. Já em outubro, ocorreu o golpe de Estado da Revolução Nacionalista, que derrubou o governo civil do país com a intenção de modernizar o país. A educação foi universalizada e a terra foi redistribuída. O governo militar também abriu novas universidades e criou cooperativas agrícolas para ajudar a população rural pobre. A Igreja, embora apoiasse geralmente estas reformas e publicasse cartas pastorais centradas nos direitos dos trabalhadores e na questão da terra para os povos indígenas, manteve uma certa distância do governo. Em muitos aspectos, a Igreja foi mais visionária do que o próprio governo, cujas reformas começaram a estagnar e a gerar oposição em meados da década de 1970. Os líderes governamentais acusaram a Igreja de ser demasiado radical e seguiu-se um período de tensão. Em 1979, quase todas as ligações entre a Igreja e o Estado foram dissolvidas, embora a constituição continuasse a reconhecer o lugar especial do catolicismo na sociedade peruana. Quando os militares abandonaram o poder e foram realizadas as eleições gerais de 1980, as tensões diminuíram.

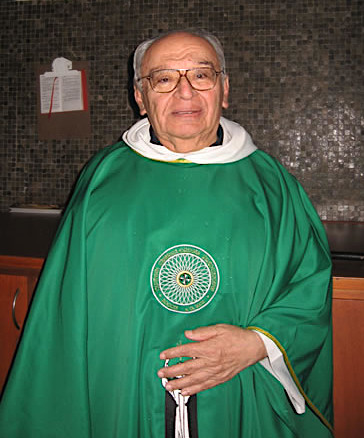
Gustavo Gutiérrez, o fundador da Teologia da Libertação.

Em 1974, após a sua contribuição para a Conferência dos bispos em Medellín, o teólogo peruano Gustavo Gutiérrez, considerado o fundador da teologia da libertação, fundou o Centro Bartolomé de las Casas para realizar investigações teológicas e científicas sociais da sociedade peruana, exercendo grande influência na Igreja em toda a América Latina. Nos Andes, onde a Igreja foi dominante durante décadas, os bispos das dioceses do sul do país defenderam a causa dos camponeses de língua quíchua e aimará do país e ajudaram a estabelecer o Instituto Pastoral Andino em Cusco, que gerou estudos científicos teológicos e sociais sobre os povos andinos do Peru que auxiliaram no desenvolvimento da criação de novas estratégias pastorais e programas de formação para líderes leigos indígenas, e inspirando a tradução da Bíblia feita para essas línguas. Durante as décadas de 1970 e 1980, a Igreja do Sul Andino, foi considerada uma das mais dinâmicas da Igreja peruana. Católicos mais tradicionais têm a tendência de não ver com bons olhos a teologia da libertação e as novas formas de comunidade cristã entre os pobres, que se tornavam eram fontes de preocupação. Bispos mais conservadores ficavam alarmados com o que consideraram uma preocupação excessiva com as questões sociais e econômicas e insuficiente preocupação pastoral por parte dos progressistas.
Com o colapso da economia peruana, a instabilidade política culminou em violência, à medida que a população se encontrava mergulhada na pobreza. O grupo guerrilheiro comunista Sendero Luminoso causou problemas nos anos 1980 e 1990, que gerou um saldo de quase 30.000 mortes nos conflitos com o exército do país. Líderes da Igreja eram rotineiramente assassinados para que o grupo pudesse se tornar a única voz dos pobres. Na década de 1990, a Igreja continuou os seus esforços de alimentar e de outras formas de cuidar dos milhões de peruanos que ficaram desamparados pelo colapso econômico. Em 1996, um programa governamental de esterilização forçada de mulheres pobres suscitou forte condenação da Igreja como uma violação da liberdade pessoal, e o programa foi dissolvido em 1998. Um novo governo de coalizão formado em 1999 pediu ajuda à Igreja na abordagem de questões sociais. Ainda assim, houve a tentativa do governo de aprovar uma medida para reduzir a educação religiosa, e que causou preocupação no então arcebispo de Lima, Juan Luis Cipriani Thorne. Na época ele afirmou que a educação religiosa era "não um privilégio, mas um direito que pertence ao povo peruano."

## Atualmente

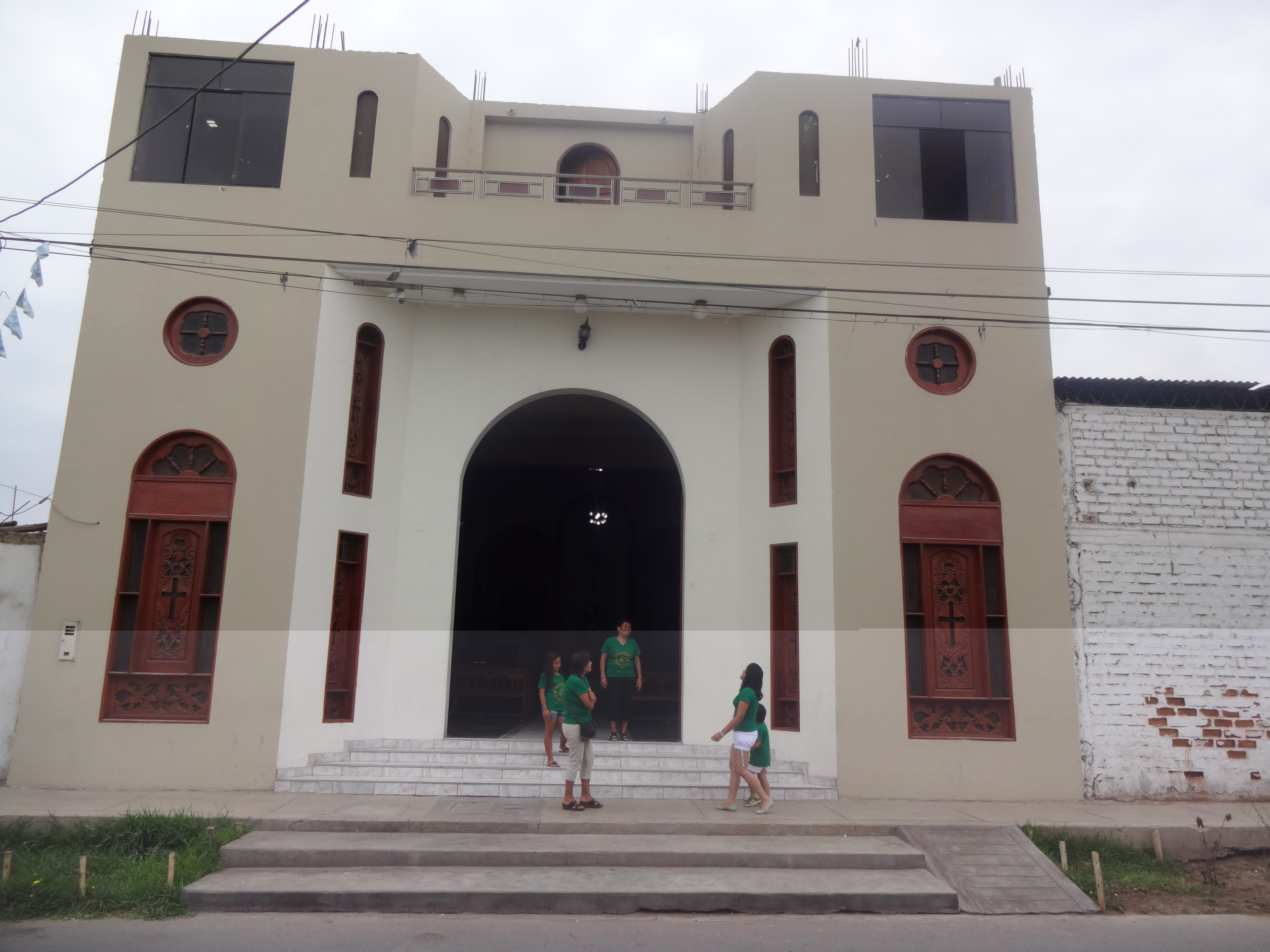
Santuário do Senhor dos Milagres de Huaral

No ano 2000, havia 1.400 paróquias atendidas por 1.300 sacerdotes diocesanos e 1.200 religiosos. Havia também cerca de 2.050 irmãos e 5.400 irmãs, muitos dos quais administravam as 514 escolas primárias e 471 secundárias administradas pela Igreja em todo o Peru. A Igreja recebia benefícios do governo nas áreas de isenção de impostos e financiamento para a educação, em detrimento da assistência social prestada por ela em todo o país. Na maioria das escolas públicas havia aulas da religião católica. Apesar de menos de 20% dos católicos peruanos frequentarem regularmente a missa em 2000, o país manteve um fervoroso culto mariano e uma devoção especial a Cristo Crucificado. Os santuários mais famosos do país são o do Senhor dos Milagres de Lima, o do Senhor de Luren em Ica; a Igreja de Huamán em Trujillo; e a Igreja de Los Temblores em Cuzco. A devoção a Maria levou à criação de santuários, como santuário de Nossa Senhora de Guadalupe em La Libertad. O Peru também é o berço da primeira santa nascida na América do Sul, Santa Rosa de Lima, uma dominicana canonizada em 1671.
Em 2018, o fundador da organização católica Sodalício de Vida Cristã, Fernando Figari, foi preso após acusações de pedofilia na década de 1990, além de outros crimes, como formação de quadrilha, sequestro qualificado e lesões corporais e psicológicas. Em agosto de 2021, o padre Omar Sánchez, membro da Cáritas peruana, afirmou ter recebido ameaças de morte em cartas contendo balas com o seu nome escrito. Ele alega que as ameaças de morte começaram após dizer em uma homilia que "o comunismo é inimigo da Igreja".
Em janeiro de 2022, ocorreu o Bicentenário da Independência Peruana, que teve comemorações da Conferência Episcopal, com enfoque nos jovens, e teve como lema: "A Igreja, Coração do Peru". Nesse mesmo mês, o então primeiro-ministro Aníbal Torres ofendeu o cardeal peruano Pedro Ricardo Barreto Jimeno, chamando-o de "miserável", por considerá-lo "ultradireitista". Em março, um padre vinha realizando a construção de uma escola para crianças pobres, foi vítima de extorsão por parte da máfia da construção. Nesse mesmo mês, os bispos fizeram um pronunciamento contra a liberação do aborto em uma menina de 11 anos que foi vítima de estupro. Já em agosto, os bispos manifestaram sua desaprovação em relação a um projeto de lei que queria instituir o Dia dos Desaparecidos no mesmo feriado de Santa Rosa de Lima, uma vez que isso afetaria a celebração da festa religiosa. Em junho, o presidente Pedro Castillo, pediu à Igreja Católica para que mediasse um conflito mineiro. Em julho, uma imagem de Santa Rosa de Lima na Paróquia Santa Rosa del Callao foi vandalizada por um homem evangélico. O governo peruano homenageou o arcebispo Héctor Miguel Cabrejos Vidarte, presidente da Conferência Episcopal do país, por sua atuação na pandemia de COVID-19, e o Cardeal Pedro Barreto.
Também no ano de 2022, o a política peruana é sacudida por um grande escândalo no governo após uma tentativa de golpe de Estado que resultou no impeachment de Pedro Castillo, e levando ao poder a vice-presidente Dina Boluarte. Ele tentou dissolver o Congresso Nacional. A Conferência Episcopal Peruana afirmou em nota que "rejeita enérgica e absolutamente" a decisão "inconstitucional e ilegal" de Castillo de "dissolver o Congresso da República e estabelecer um governo de emergência excepcional, bem como declarar um Estado de Exceção". A Igreja também foi convidada a mediar o conflito resultante da ruptura estatal. O Papa Francisco rezou e pediu orações pela paz no Peru após a oração do Ângelus na Praça de São Pedro, no Vaticano. Além de rezar pelo país sul-americano, também pediu orações pela paz na Ucrânia e em Mianmar.

### Atitudes religiosas
| Católicos no Paraguai | Católicos no Paraguai | Católicos no Paraguai | Católicos no Paraguai | Católicos no Paraguai |
| --------------------- | --------------------- | --------------------- | --------------------- | --------------------- |
|                       |                       |                       |                       |                       |
| 1910                  | 1910                  |                       | 95%                   | 95%                   |
| 1950                  | 1950                  |                       | 95%                   | 95%                   |
| 1970                  | 1970                  |                       | 95%                   | 95%                   |
| 2014                  | 2014                  |                       | 76%                   | 76%                   |

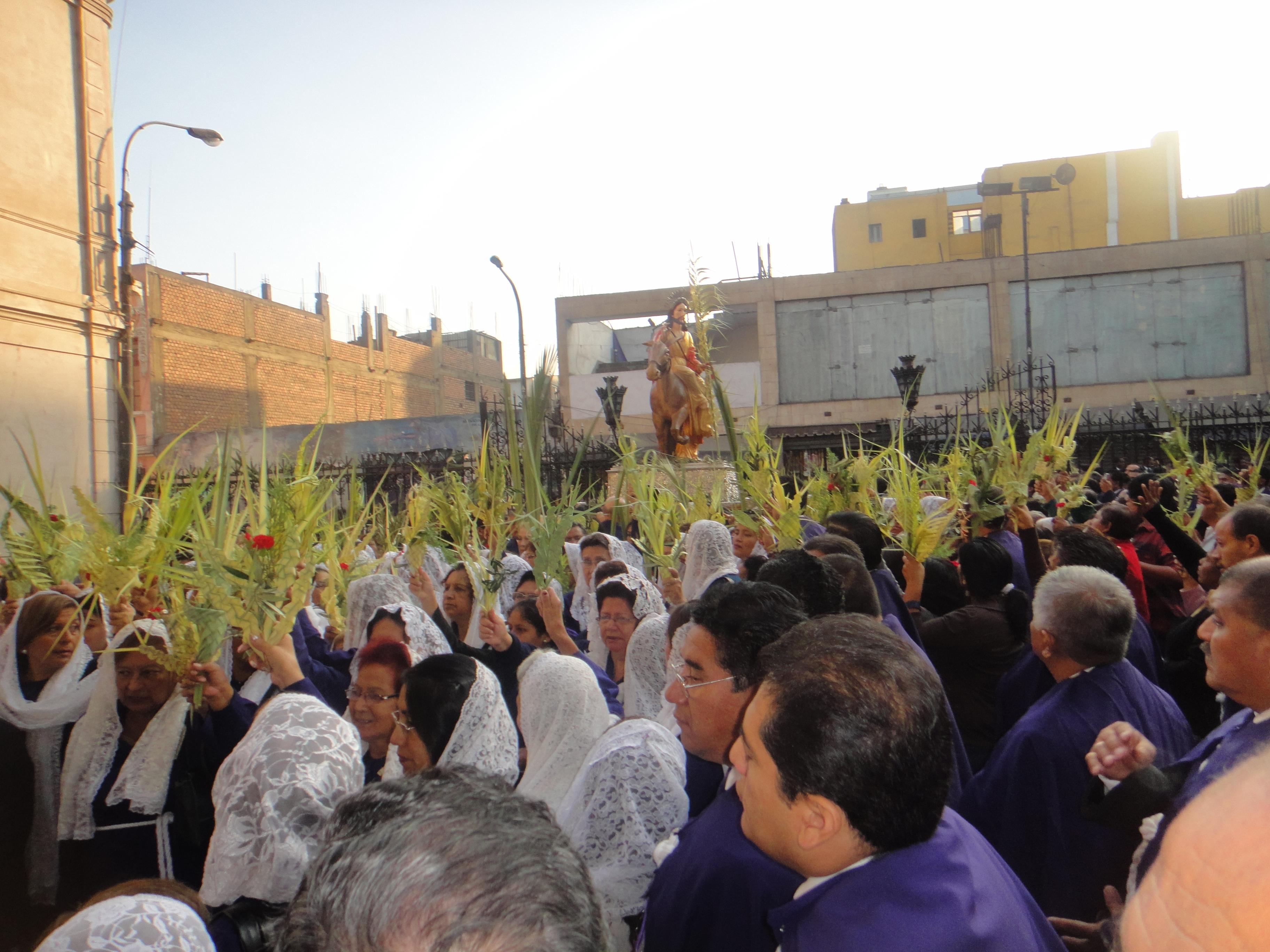
Fiéis acompanhando a procissão do Domingo de Ramos.

Uma pesquisa realizada pelo Pew Research Center em 2014 descreveu as atitudes religiosas dos católicos latino-americanos, e comparando-as com os protestantes — grupo religioso que mais ganhou espaço na região nos últimos anos. No Peru, cerca de 66% dos protestantes foram criados no catolicismo; os dados mostram que apenas 7% dos católicos peruanos têm o hábito de compartilhar sua fé com outras pessoas, enquanto que entre os protestantes esse nível é de 38%; entre os católicos 19% afirmam que a religião é muito importante nas suas vidas, que rezam diariamente e que vão à igreja semanalmente, enquanto que entre os protestantes esses três hábitos são realizados concomitantemente por 51%; outra grande disparidade entre os grupos religiosos no país é a frequência semanal às missas e cultos religiosos, que chega a 30% entre católicos e sobe para 60% entre protestantes; 46% dos católicos e 75% dos protestantes afirmam rezar diariamente; o envolvimento em atividades pastorais e na catequese também tem grande diferença, que é 9% dos católicos e 32% dos protestantes; a leitura semanal da Bíblia é feita por 15% dos católicos e 55% dos protestantes; o dízimo é ofertado por 12% dos católicos e 66% dos protestantes; em sentido contrário, 99% dos católicos peruanos acreditam na existência de Deus, enquanto que entre os protestantes é de 98%; a crença em "olho gordo" é de 44% entre os católicos e 20% entre os protestantes; cerca de 83% dos peruanos são a favor do Papa Francisco; 84% creem no mistério da transubstanciação; por fim, 88% dos católicos paraguaios pedem a intercessão de Nossa Senhora.

## Organização territorial
O catolicismo está presente no país com 46 circunscrições eclesiásticas, sendo sete arquidioceses e 20 dioceses, dez prelazias territoriais, oito vicariatos apostólicos, e, por fim, um ordinariato militar, sendo todas elas de rito romano. Todas estão listadas abaixo:

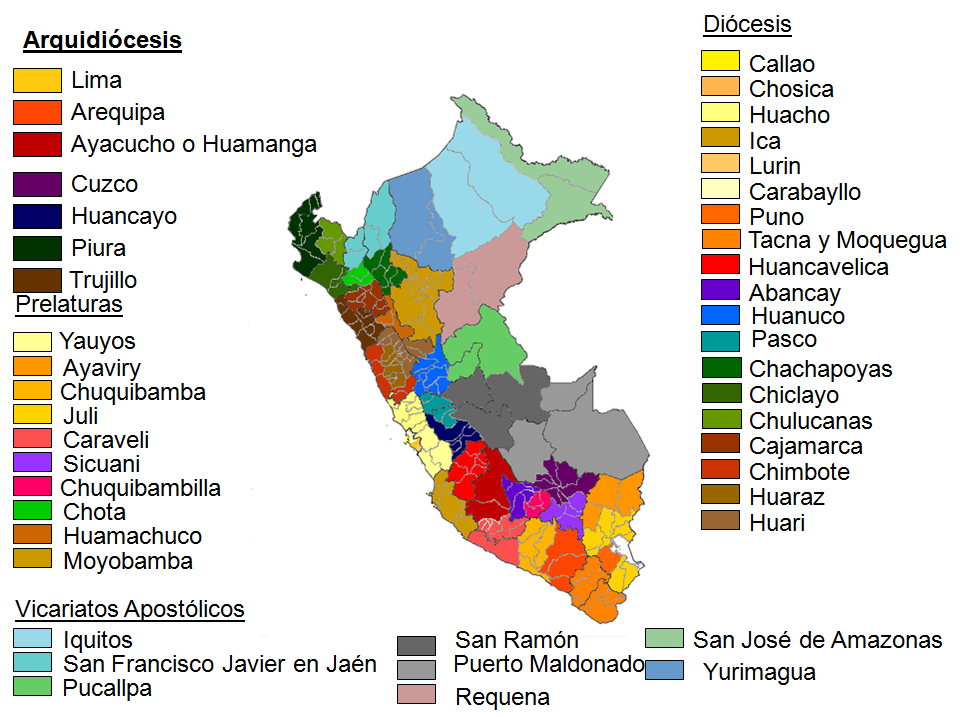
Mapa das circunscrições eclesiásticas católicas do Peru

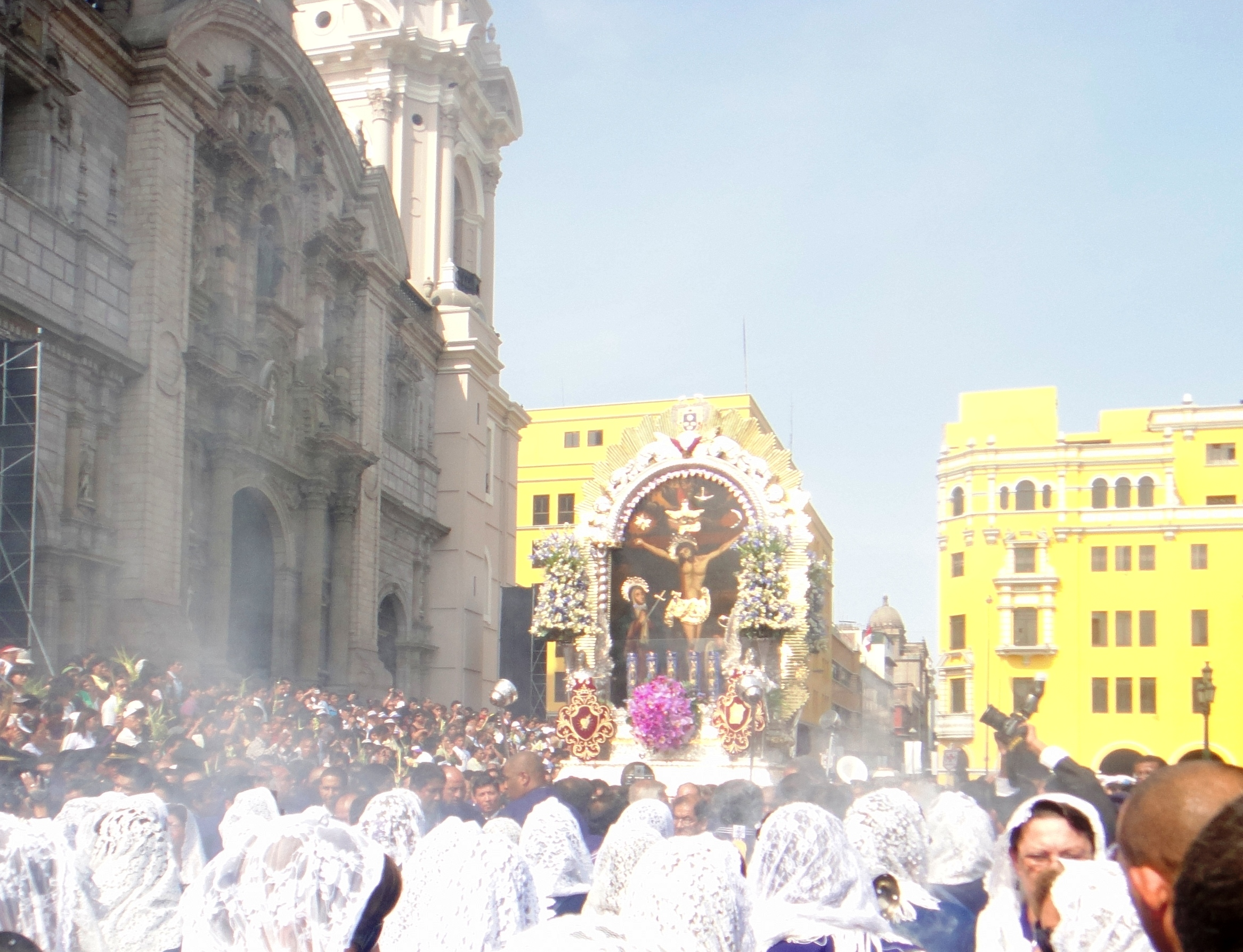
Procissão realizada na Sexta-feira Santa.

| - Diocese de Puno - Diocese de Tacna y Moquegua - Prelazia Territorial de Ayaviri | - Prelazia Territorial de Chuquibamba - Prelazia Territorial de Juli - Prelazia Territorial de Santiago Apóstol de Huancané |

| - Diocese de Huancavélica | - Prelazia Territorial de Caravelí |

| - Diocese de Abancay - Diocese de Sicuani | - Prelazia Territorial de Chuquibambilla |

| - Diocese de Huánuco | - Diocese de Tarma |

| - Diocese de Callao - Diocese de Carabayllo - Diocese de Chosica - Diocese de Huacho | - Diocese de Ica - Diocese de Lurín - Prelazia Territorial de Yauyos |

| - Diocese de Chachapoyas - Diocese de Chiclayo | - Diocese de Chulucanas - Prelazia Territorial de Chota |

| - Diocese de Cajamarca - Diocese de Chimbote - Diocese de Huaraz | - Diocese de Huarí - Prelazia Territorial de Huamachuco - Prelazia Territorial de Moyobamba |

| - Vicariato Apostólico de Iquitos - Vicariato Apostólico de Jaén no Peru - Vicariato Apostólico de Pucallpa - Vicariato Apostólico de Puerto Maldonado | - Vicariato Apostólico de Requena - Vicariato Apostólico de San José de Amazonas - Vicariato Apostólico de San Ramón - Vicariato Apostólico de Yurimaguas |

## Conferência Episcopal
A reunião dos bispos do país forma a Conferência Episcopal Peruana, criada em 1958.

## Nunciatura Apostólica
A Delegação Apostólica do Peru e Bolívia foi erigida em 1851, e elevada a Internunciatura Apostólica do Paraguai em 5 de janeiro de 1917. Por fim, ela foi elevada a Nunciatura Apostólica do Peru seis meses depois, em 20 de julho de 1917. A nunciatura fica localizada em Lima.

## Visitas papais
O Peru foi visitado pela primeira vez por um papa entre os dias 1º e 5 de fevereiro de 1985, incluindo também em seu roteiro a Venezuela, o Equador e Trinidad e Tobago. Na ocasião, João Paulo II passou por diversos locais, incluindo a celebração de uma missa na região de Ayacucho, onde há a luta armada de gangues políticas rivais.
| “ | Hoje, mais do que nunca, devemos regressar ao significado autêntico da cruz. Daquela cruz tão venerada no Peru. A cruz do Senhor exprime para nós o dom da reconciliação com Deus e dos homens entre si (Rom. 5, 10; Ef. 2, 14-16). É por isso que o Papa veio a Ayacucho para levar-vos uma mensagem de amor, de paz, de justiça, de reconciliação; exortar todos a reconciliarem-se com Deus, distanciando-se do pecado e das suas consequências; para que se convertam ao amor, acolhendo em seus corações o dom da reconciliação, para viver seus frutos na vida pessoal e social. [...]. Peço-lhes que, dentro da esperada e eficaz defesa que lhe é devida, testemunhe perante o mundo o gesto sublime do perdão evangélico, fruto da caridade cristã, diante daqueles que ceifam a vida dos seus entes queridos, diante daqueles que destroem o fruto do seu trabalho, contra aqueles que violam a sua dignidade, contra aqueles que procuram manipulá-lo em nome de uma ideologia de ódio. Assim vocês também ajudarão a atraí-los para o amor, abandonando os falsos caminhos. Às autoridades e aos responsáveis pela ordem pública, que têm o dever de defender a reta ordem social e de proteger os indefesos — como o fazem tantos residentes desta zona de Ayacucho — e cuja missão é extremamente delicada nas atuais circunstâncias | ” |
|   | — Papa João Paulo II durante o apelo aos homens da luta armada em Ayacucho.. |   |

Entre os dias 14 e 16 de maio de 1998, o Peru é novamente visitado por João Paulo II. Na oportunidade também foram visitados o Uruguai, a Bolívia e o Paraguai.
| “ | Jovens do Peru! Coloquei minha confiança em vocês. Vocês saberão acolher e viver o dom da vida que Jesus Cristo, o Senhor, nos trouxe? Serão capazes de ouvir e acolher a vocação de ser discípulos e apóstolos? Terão a coragem de fazer de suas vidas um testemunho eloquente de que Cristo é a resposta que o coração do homem de hoje anseia? Queridos meninos e meninas: vocês precisam ter um desejo ardente e uma grande coragem para anunciar Cristo, para anunciá-lo nos seus ambientes, na sociedade. Sejam apóstolos entre seus amigos e colegas. Para isso é necessário estarem solidamente formados na fé, nutridos pela Eucaristia, alicerçados na oração, e assim saber projetar-se nos outros com a segurança que o Senhor dá. A nobre tarefa de ser mensageiros de Cristo entre os que estão ao seu redor aguarda cada um de vocês. Cultivem em seus corações jovens o desejo de ser verdadeiros apóstolos, ousadas testemunhas do Evangelho, artesãos da civilização do amor. | ” |
|   | — Papa João Paulo II aos jovens do Peru na Nunciatura Apostólica de Lima.. |   |

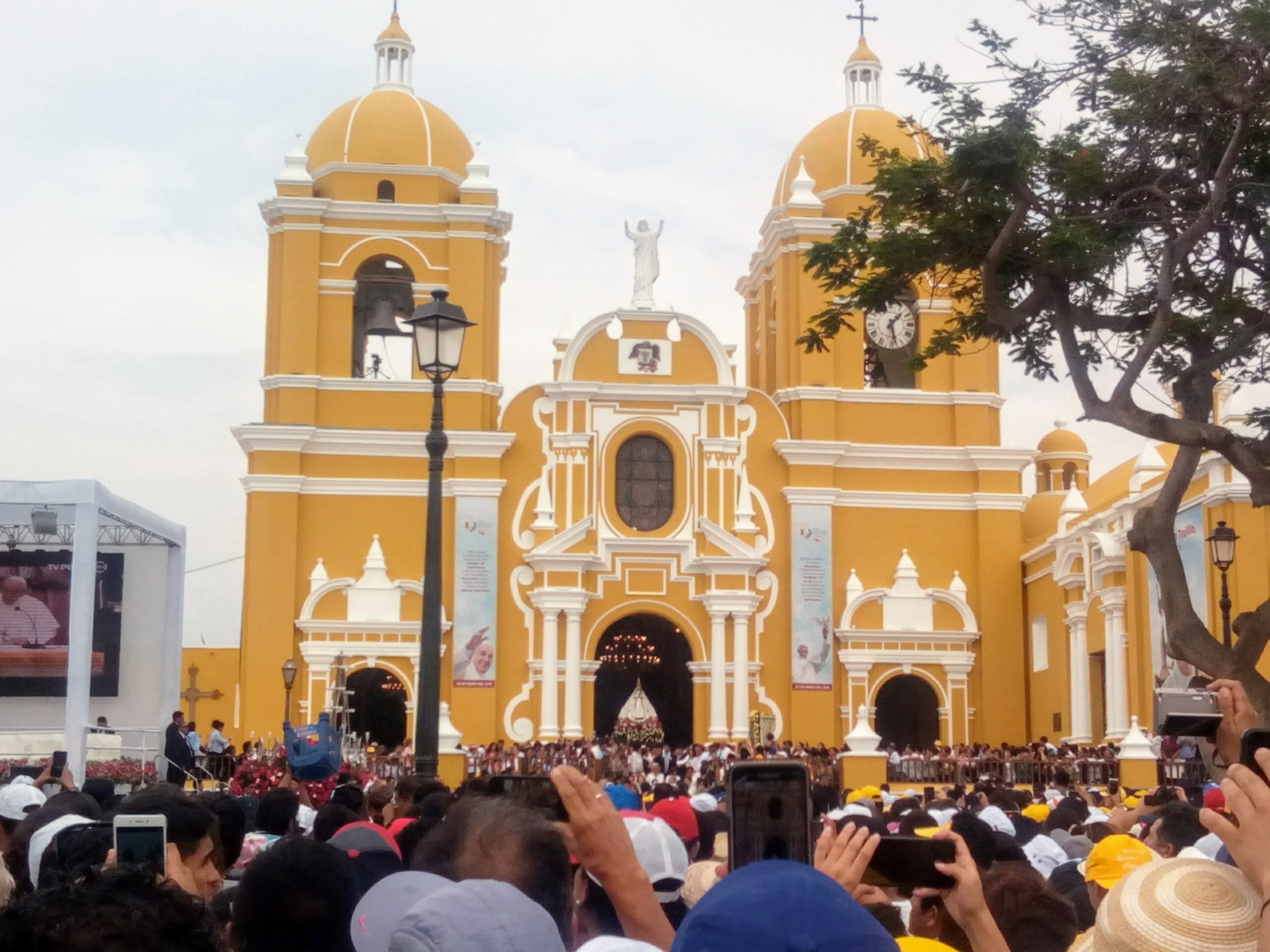
Catedral de Trujillo durante a visita do Papa Francisco ao Peru em 2018.

Por fim, entre 18 e 21 de janeiro de 2018 o país foi visitado pelo Papa Francisco, que também visitou o Chile.
| “ | Estas terras têm sabor a Evangelho. Todo o ambiente que nos rodeia, tendo como pano de fundo este mar imenso, ajuda-nos a compreender melhor a experiência que os apóstolos viveram com Jesus e que também nós, hoje, somos chamados a viver. Gostei de saber que viestes de diferentes lugares do norte peruano para celebrar esta alegria do Evangelho. Conheço o amor que esta terra tem pela Virgem, e sei como a devoção a Maria vos sustenta levando-vos sempre a Jesus. E dando-nos o único conselho que sempre repete: «Fazei o que Ele vos disser» (cf. Jo 2, 5). Peçamos-Lhe, a Ela, que nos coloque sob o seu manto e sempre nos leve ao seu Filho; mas digamos-Lho cantando este lindo cântico marino: «Virgenzinha da porta, dá-me a tua bênção. Virgenzinha da porta, dá-nos paz e muito amor». Sois capazes de o cantar? Cantamo-lo juntos? Quem começa a cantar? «Virgenzinha da porta…» Ninguém canta? Nem sequer o coro? Então, se não o cantamos, rezemo-lo! Juntos: «Virgenzinha da porta, dá-me a tua bênção. Virgenzinha da porta, dá-nos paz e muito amor». Outra vez! «Virgenzinha da porta, dá-me a tua bênção. Virgenzinha da porta, dá-nos paz e muito amor». | ” |
|   | — Homilia do Papa Francisco na Missa celebrada na Esplanada litorânea de Huanchaco.. |   |

## Santos

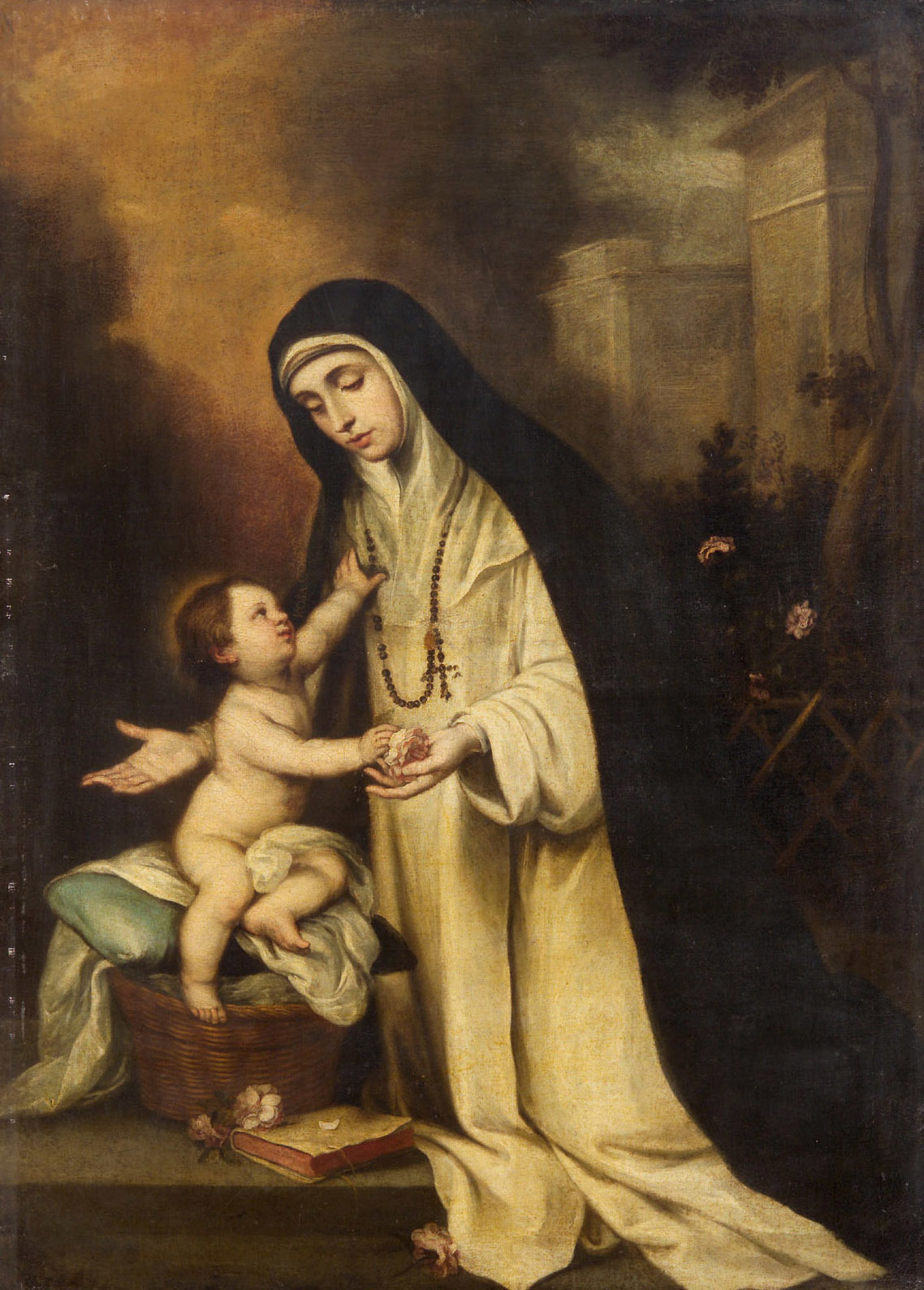
Santa Rosa de Lima.

A lista de santos e beatos inclui aqueles que são relacionados à história peruana, e não só àqueles que nasceram no território do país. Há seis santos do Peru:
- São Francisco Solano
- São João Macías
- São Martinho de Porres
- Santa Narcisa de Jesus
- Santa Rosa de Lima, a primeira santa da América do Sul, do continente americano e de todo o Novo Mundo[29]
- São Turíbio de Mongrovejo

### Beatos
- Ana dos Anjos Monteagudo
- Luigi Tezza
- Maria Agustina Rivas López
- Mártires de Chimbote
  - Michał Tomaszek
  - Zbigniew Adam Strzałkowski
  - Alessandro Dordi